# Antitaenite
L'antitaenite è un minerale presente nelle meteoriti. Consiste di una lega metallica Ferro-Nichel con un 20-40% di Nichel e tracce di altri elementi. La specie non è stata sottoposta ad approvazione da parte dell'IMA.

## Abito cristallino
Ha una struttura cristallina cubica a facce centrate.

## Giacitura
Identificato per la prima volta nel 1995 all'interno di meteoriti ferrose e condriti.

## Forma in cui si presenta in natura
Si tratta di una lega metallica.